# گانگلوفسومرن
گانگلوفسومرن (به آلمانی: Gangloffsömmern) یک شهر در آلمان است که در زومردا واقع شده‌است. گانگلوفسومرن ۱٬۱۳۱ نفر جمعیت دارد.

## خواهرخوانده
شهر اشپناو خواهرخواندهٔ گانگلوفسومرن هست.